# Saturn Films
Saturn Films est une société de production américaine, fondée en 2000 par Nicolas Cage et basée à Los Angeles.

## Films produits
- 2000 : L'Ombre du vampire (Shadow of the Vampire) d'E. Elias Merhige
- 2000 : Family Man (The Family Man) de Brett Ratner
- 2002 : Sonny de Nicolas Cage
- 2003 : La Vie de David Gale (The Life of David Gale) de Alan Parker
- 2004 : Benjamin Gates et le Trésor des Templiers (National Treasure) de Jon Turteltaub
- 2005 : Lord of War de Andrew Niccol
- 2006 : The Wicker Man de Neil LaBute
- 2007 : The Dresden Files (Série télévisée)
- 2007 : Next de Lee Tamahori
- 2007 : Benjamin Gates et le Livre des secrets (National Treasure: Book of Secrets) de Jon Turteltaub
- 2008 : Time Share de Mark Steilen
- 2008 : The Dance
- 2008 : Bangkok Dangerous d'Oxide Pang Chun et Danny Pang
- 2008 : The Wrestler de Darren Aronofsky
- 2009 : One Train Later de Lauren Lazin
- 2009 : Electric God de Mark Pellington
- 2010 : Crazy Dog de Joseph Ruben
- 2010 : L'Apprenti sorcier (The Sorcerer's Apprentice) de Jon Turteltaub
- 2012 : Mille mots (A Thousand Words) de Brian Robbins
- 2012 : 12 heures (Stolen) de Simon West
- 2017 : Vengeance (Vengeance: A Love Story) de Johnny Martin
- 2019 : Froide vengeance (A Score to Settle) de Shawn Ku
- 2019 : Kill Chain de Ken Sanzel
- 2019 : Grand Isle de Stephen S. Campanelli
- 2021 : Pig de Michael Sarnoski
- 2021 : Un talent en or massif
- 2023 : The Old Way
- 2023 : Dream Scenario
- 2024 : Longlegs